# Сулејман Хафизадић
Сулејман Хафизадић (Травник, 1887 — 1941) био је српски љекар и политичар.

## Биографија
Рођен је у Травнику. Био је први љекар из Травника који се школовао у Бечу и Цариграду. Власник Хафизадића кућа, купљене 1875. од угарског љекара Габора Колонтаја, који је постао бјегунац након слома Мађарске револуције 1848. године, који је ординацију отворио у Травнику и 1858. подигао ову кућу, прву у средњоевропском стилу у овом граду. Био је Србин исламске вјероисповијести. Члан Народне радикалне странке до 1929. године. На скупштинским изборима 1935. изабран у Народну скупштину из Травничког среза Дринске бановине на изборној листи Богољуба Јевтића. Послије избора био је присталица Аце Станојевића и Главног одбора Народне радикалне странке и у опозицији према Југословенској радикалној заједници.